# Vera Chapman
Vera Chapman, pseudonimo di Vera Ivy May Fogerty (Bournemouth, 8 maggio 1898 – Croydon, 14 maggio 1996), è stata una scrittrice britannica. Fu la fondatrice della Tolkien Society nel Regno Unito, scrivendo inoltre romanzi pseudo-storici e arturiani. Mantenne il titolo di Pendragon dell'Ordine dei Bardi, Ovati e Druidi (Order of Bards, Ovates and Druids) dal 1964 al 1991. All'interno della Tolkien Society ebbe come nome d'arte "Belladonna Took".